# Frankenstein Island
Insula lui Frankenstein (în engleză Frankenstein Island) este un film din anii 1980 regizat de Jerry Warren cu actorii John Carradine și Cameron Mitchell. Filmul este despre un grup de aeronauți care sunt blocați pe o insulă în care sunt prinși de urmașa doctorului Frankenstein, Sheila Frankenstein, care răpește marinari naufragiați de ani de zile și îi transformă în zombi. Când află că unul dintre captivi este medic, încearcă să-l convingă să o ajute în experimentele sale nebunești. 

## Intrigă
Când un balon cu aer cald se prăbușește pe o insulă îndepărtată și virgină, cei patru aeronauți și câinele lor Melvin sunt prinși de o pereche de pirați bătrâni  și beți care îi duc în laboratorul de pe dealul casei moderne a urmașei doctorului  Frankenstein, Sheila Frankenstein (Katherine Victor) care continuă tradiția familiei, transformând marinarii naufragiați în zombi pre-programați fără sânge, cu haine negre, care trebuie să poarte ochelari de soare pentru a-și proteja ciudații ochi albi de lumină. 
Descoperind că unul dintre noii sosiți este un medic (Robert Clarke), Sheila îi controlează creierul pentru a o ajuta să încerce să-și salveze soțul de 200 de ani, dr. Van Helsing, folosind sângele unui prizonier care citează din Poe (Cameron Mitchell) și trupurile mature ale unor  amazoane primitive din junglă, în bikini, descendentele unor  extratereștri extrem de avansați, care au folosit cândva insula stâncoasă și pustie ca locul lor de aterizare secret pe Pământ. 
Între timp, spiritul mistic al strămoșului ei (John Carradine) se manifestă tot timpul în apropiere, canalizând din viața de apoi toate energiile arcane care încarcă experimentele în timp ce râvnește la „Putere! Puterea!!", în timp ce creația sa nemuritoare, monstrul original al lui Frankenstein, se află prins sub apă pe fundul unui bazin ascuns într-o peșteră, așteptând o șansă de a scăpa. 

## Distribuție
- John Carradine  ca  Dr. Frankenstein
- Cameron Mitchell - Clay Jayson
- Katherine Victor ca Sheila Frankenstein-Von Helsing
- Robert Clarke ca dr. Hadley
- Andrew Duggan - colonel
- Steve Brodie ca Jocko

## Producție
Într-un interviu acordat lui Tom Weaver, Jerry Warren a declarat că, între producția filmelor The Wild World of Batwoman și Frankenstein Island, el a trăit la ranch-ul său, întrucât nu mai era atras de industria cinematografică.  La întâlnirea cu Katherine Victor, Warren a aflat că filmele de groază cu buget redus făceau din nou profituri și au decis să facă un nou film, deși a amintit că nu a văzut niciun film în ultimii 15 ani.
Warren a scris scenariul și a creat singur coloana sonoră sub numele Jaques LaCatier, respectiv Erich Bromberg. Filmul a avut în general aceeași poveste cu cea a propriului său film Teenage Zombies, cu o referință către legenda lui Frankenstein.
Warren a inclus o serie de actori în distribuție care au apărut în filmele sale anterioare, inclusiv Robert Clarke, Katherine Victor și Steve Brodie. Printre aceștia s-a numărat și Robert Clarke, care a spus că inițial a avut mari speranțe pentru acest film, întrucât a considerat că Warren „are mult entuziasm și că poate obține mulți bani pe ecran în schimbul celor pe care îl cheltuie, dar a devenit repede destul de evident că acest film nu avea să-și depășească așteptările și că nu va ajunge la nivelul unor filme ca Planet X sau Time Barrier sau chiar ca Demon Sun în ceea ce privește calitatea".

## Lansare
Un articol despre actorul Jim Webb din Los Angeles Times afirma că Insula lui Frankenstein va fi lansat în vara anului 1981.  Ulterior, Warren a simțit că nu a făcut filmul Insula lui Frankenstein suficient de modern pentru a concura cu filmele contemporane.
El a realizat o versiune de televiziune a filmului care a prezentat material mai nou care a inclus scene cu explozii și efecte speciale și a tăiat anumite porțiuni din film.  Clarke și-a amintit că Warren „a tăiat și a tăiat, dar totuși [filmul] este foarte îngrozitor”.
Warren a discutat inițial despre o continuare a filmului în 1985, pe care l-a descris ca fiind „mai de actualitate”. Warren a sugerat ca Robert Christopher să regizeze o parte din film. Warren a murit în 1988.

## Recepție
Printre recenziile contemporane, Jack Zink a afirmat că Insula lui Frankenstein  a fost „abominabil” afirmând că atât John Carradine cât și Andrew Duggan „își arată vârsta destul de dramatic” și că Warren a devenit o ” gloabă (hack)" și "față de producătorii cu buget redus din epoca anilor 1950, nu și-a schimbat câtuși de puțin tactica." Zink a ajuns la concluzia că „ar putea da lovitura dacă filmul este suficient de groaznic pentru a se încadra printre cele mai proaste filme din toate timpurile." 
Printre recenziile retrospective, cercetătorul Peter Dendle a scris în The Zombie Movie Encyclopedia Arhivat în 1 decembrie 2017, la Wayback Machine. că filmul este ”o ridicolă adunătură de elemente aleatoare, un mister ludic agitat cu puțină supă din dragoste nebună pentru cinematografie”.